# 集颈假壳科
集颈假壳科（学名：Fenestellaceae），是座囊菌纲下的一个科，未指定目。  

## 下属分类
- 集颈假壳属 Fenestella
- Lojkania
- Sydowina